# Televisión del Principado de Asturias
Televisión del Principáu d'Asturies (o simplement TPA) és un canal de televisió públic que emet al Principat d'Astúries. És gestionada per l'ens públic Radiotelevisión del Principáu d'Asturies (RTPA).

## Història
La TPA va realitzar la seva primera emissió en proves el 20 de desembre del 2005 a les 21 hores. El dissabte 7 de gener va començar les seves retransmissions esportives amb el partit de futbol entre el Real Sporting de Gijón i el Racing Club de Ferrol, encara que amb el senyal cedit per la TVG. L'endemà, des de l'estadi Municipal de Miramar, es va produir la primera emissió amb producció pròpia, en aquest cas del partit que va enfrontar al Club Marino de Luanco i la Cultural de Durango. Durant els primers mesos, tots els caps de setmana es retransmetien partits del Real Sporting de Gijón, Club Marino de Luanco i Real Oviedo, normalment els partits en els quals els equips asturians actuaven com a locals.
La principal polèmica des de la seva posada en marxa ha girat entorn de l'emissió de programes a llengua asturiana. Quatre són els programes que actualment emet en asturià: A l'Aldu (emès diàriament i presentat per Mercès Menéndez, Inaciu Galán, Carlos Suari, Milio'l del Niu i Lluis Antón González), Pieces (aquest en gran part en castellà), Nós i Camín de cantessis. En total no assoleix l'1,5% del total de la graella.
El 8 de setembre del 2006 va iniciar les seves emissions matinals coincidint amb la celebració del Dia d'Astúries. Aquesta emissió es va veure afectada per un sabotatge a gran part de la instal·lació tècnica preparada al Santuari de Covadonga per a la retransmissió de la 'missa de la Santina'.
El 24 de maig del 2009 va començar la seva primera emissió en HD a través del canal TPA HD, que va ser reanomenat TPA 9 HD el 13 de novembre del 2011.
Des de l'1 d'abril del 2011, la programació de TPA 8 és idèntica a la de TPA 7 i TPA 9, però amb una hora de retard.